# William Shippen
Pour les articles homonymes, voir Shippen.
William Shippen, sr (1er octobre 1712, Philadelphie - 4 novembre 1801, Germantown) est un homme politique américain.

## Biographie
Petit-fils d'Edward Shippen, il prend part, aux côtés de Benjamin Franklin, à la fondation de la Public Academy en 1749, et y devient l'un des fiduciaire. Lorsque celle-ci fusionne avec une autre école pour devenir le College of Philadelphia (en) (aujourd'hui University of Pennsylvania), Shippen y reste le fiduciaire de 1755 à 1779. Le frère de William, Edward Shippen (1703-1781), grand-père de Peggy Shippen, fut l'un des fondateurs de l'Université de Princeton, dont William a été fiduciaire de 1765 à 1796.
L'Assemblée de la Pennsylvanie choisi William Shippen comme délégué au congrès continental le 20 novembre 1778. Il a représenté son État lors des sessions du Congrès en 1779 et 1780.
Il est le père de William Shippen, Jr (en).

## Sources
- J.B. Blake, The anatomical lectures of William Shippen, 1766
- EA Bowen, Shippen and Morgan and Benedict Arnold
- J.E. Jensen, Manuscript notes of William Shippen, Jr., MD found in the Faculty Library
- E.D. Louis, William Shippen's unsuccessful attempt to establish the first "School for Physick" in the American colonies in 1762
- P.D. Olch, The Morgan-Shippen Controversy: A Commentary On The Birth Of Medical Education In America
- Luis H. Toledo-Pereyra, William Shippen, Jr.: pioneer revolutionary war surgeon and father of American anatomy and midwifery